# Atlas (stea)
Atlas (sau 27 Tauri) este o sistem de stele triple din roiul Pleiadele (M45), situat în constelația Taurul. Se găsește la circa 440 de ani-lumină de Terra.

## Denumire
Steaua a primit numele titanului Atlas, tatăl Pleiadelor din mitologia greacă.

## Descriere
Componenta sa primară, Atlas A, este o gigantă albastră-albă de tip B și de magnitudine aparentă +3,62. Este o binairă spectroscopică ale cărei componente au magnitudinile de +4,1 și de +5,6. Perioada orbitală a acestui sistem binar este de 1250 de zile. 
Atlas A posedă și un companion, de magnitudine mai slabă, +6,8, Atlas B, separat de 0,4 secundă de arc, adică de mai puțin de 52 ua. Atlas B este o stea albă de tip A, care își completează rotația orbitală în circa 150 de ani.

## Vezi și
- Pleione (stea)
- Pleiadele